# トナリア
トナリアは日本の女性アイドルユニット。2023年8月デビュー。所属事務所はインクリプション。

## 概要
「多彩な音楽と人々が集う場所、トナリア」をコンセプトに活動。esが音楽プロデュースを手掛ける。グループ名は、英語で「音色」や「色合い」を意味する"tonal"に、英語やラテン語由来で「国名」や「地名」を表す接尾辞"-ia"を組み合わせた造語であり、掲げるコンセプトを表現している。ファンネームは「トナ国民」。

## 沿革

### 2023年
- 7月17日　リリスリバースの活動メンバーであったルノンとカセンが、オーディションで募集した新メンバー2名と共に8月10日に開催されるデビューライブにて新グループ「トナリア」として活動することを発表[4]。
- 8月10日　お披露目公演「Welcome to “tonalia”」を青山月見ル君想フで開催。
- 8月29日　1stデジタルシングル『Hameln』をリリース[5]。
- 10月3日　定期公演 「diplomatic relations」 vol.1を新宿SAMURAIで開催。
- 12月10日　無料単独公演「THE ORIGIN」を新宿NINE SPICESで開催。

### 2024年
- 2月7日　"今"がわかるトークイベント「トナリアタイムズ 2024年2月号」を新宿ROCK CAFE LOFTで開催。
- 7月15日　1st ワンマンライブ「firstia」を高円寺HIGHで開催[6]。
- 8月10日　1stフルアルバム 『Historia I: Origins』をリリース。同日、青山月見ル君想フにて1周年記念LIVE「N.F.D.」を開催。
- 9月12日　『Historia I: Origins』リリースパーティ in タワーレコード渋谷店を開催[7]。
- 10月29日　トークバラエティメインの定期ワンマンシリーズの第1回となる『トナリアの遊び場「jubilee park」vol.1』を開催。[8]

### 2025年
- 4月15日　2ndワンマンライブ「secondia」を赤羽ReNY alphaで開催。[9]
- 7月31日　公式noteにて2025年5月から静養中のミソラが8月3日付でトナリアを脱退することを公表。同時に2025年8月9日～10日にかけて開催される2周年記念EVENTでの新体制移行を公表。[10]
- 8月9日　2周年記念EVENT「N.F.D.」 DAY1 - LIVE STAGEを青山月見ル君想フで開催。スミハ（澄羽）とヒナミ（陽澪）の２名が新メンバーとして加入。[11]
- 8月10日　2周年記念EVENT「N.F.D.」 DAY2 - TALK SESSIONを新宿LOFT PLUS ONEで開催。

## メンバー
| 名前           | 誕生日   | 血液型 | 出身地   | 加入日        | 担当カラー |
| -------------- | -------- | ------ | -------- | ------------- | ---------- |
| ルノン（月奏） | 1月30日  | A型    | 福岡県   | 2023年8月10日 | 青色       |
| カセン（花仙） | 8月14日  | A型    | 東京都   | 2023年8月10日 | 赤色       |
| ユキネ（雪音） | 12月14日 | B型    | 東京都   | 2023年8月10日 | 紫色       |
| スミハ（澄羽） | 11月4日  | A型    | 神奈川県 | 2025年8月9日  | ピンク色   |
| ヒナミ（陽澪） | 9月20日  | B型    | 宮城県   | 2025年8月9日  | 緑色       |

## 旧メンバー
| 名前           | 誕生日   | 血液型 | 出身地 | 加入期間                    | 担当カラー |
| -------------- | -------- | ------ | ------ | --------------------------- | ---------- |
| ミソラ（海空） | 12月24日 | A型    | 長崎県 | 2023年8月10日～2025年8月3日 | 白色       |

## 作品

### シングル
| #  | リリース日 | 曲名                     | 形態           |
| -- | ---------- | ------------------------ | -------------- |
| 1  | 2023.08.29 | Hameln                   | Digital Single |
| 2  | 2023.09.19 | 無色透明、イノセント中毒 | Digital Single |
| 3  | 2023.10.17 | 題名のない               | Digital Single |
| 4  | 2023.11.21 | カンタカ                 | Digital Single |
| 5  | 2023.12.19 | 隣り合う朝食にて         | Digital Single |
| 6  | 2024.01.23 | 藍色のアリア             | Digital Single |
| 7  | 2024.04.20 | モノクロームが反芻する   | Digital Single |
| 8  | 2024.05.18 | ワンダーランドを夢見てる | Digital Single |
| 9  | 2024.06.15 | 地獄マラソンへ行こう！   | Digital Single |
| 10 | 2024.12.25 | 産声にワルツを           | Digital Single |
| 11 | 2025.02.13 | ＃見た。                 | Digital Single |
| 12 | 2025.04.01 | まっくらいへやのうた     | Digital Single |
| 13 | 2025.04.16 | ダイダラ                 | Digital Single |
| 14 | 2025.08.10 | 渡り鳥は稜線に溶け       | Digital Single |

### アルバム
| # | リリース日 | アルバム名          | 形態 | 品番     |
| - | ---------- | ------------------- | ---- | -------- |
| 1 | 2024.08.10 | Historia I: Origins | CD   | TNLA-001 |